# Joseph Rinaldini
Joseph Rinaldini (* 16. September 1893 in Wien; † 27. Dezember 1977 ebenda) war ein österreichischer Komponist und Musikschriftsteller.

## Leben
Rinaldinis Vater war der Hofrat Anton Dasatiel. Nach dessen frühem Tod heiratete seine Mutter Baron Anton Rinaldini, der seinen Stiefsohn adoptierte. Nach dem Besuch des Theresianums in Wien studierte Rinaldini im Wintersemester 1913/14 Philosophie, Musikgeschichte, deutsche Literatur und Anthropologie in Wien. Auf Wunsch seiner Eltern wechselte er zum Jus-Studium. Privat studierte Rinaldini zusätzlich weiterhin Musik bei Franz Schreker. Nach der Promotion 1918 war Rinaldini allerdings vor allem als Komponist und Schriftsteller tätig. Er komponierte Opern, Kammermusik, Lieder und Klaviermusik im Stil der Spätromantik, hielt musiktheoretische Vorträge im Rundfunk und war auch rundfunkpolitisch engagiert. So gehörte er von 1932 bis 1938 dem Radiobeirat an. Daneben war Rinaldini sieben Jahre Musikkritiker bei der Deutsch-Österreichischen Tageszeitung. Von 1934 bis 1938 war er Mitglied im Bundeskulturrat und im österreichischen Bundestag. Nach dem „Anschluss“ Österreichs 1938 zog sich Rinaldini vollkommen ins Privatleben zurück, litt unter schlechter Gesundheit und Depressionen.

## Schriften (Auswahl)
- Die Musik und die Probleme des Okkulten. In: Der Musikbote 2 (1926)
- Musikverstehen und Musikgenießen. In: Die Musikwelt 1 (1927/28)
- Musik im Radio. In: Die Musikwelt 1 (1927/28)
- Musik und Weltanschauung. In: Die Musikwelt 1 (1927/28)
- Musik und Welt. In: Der getreue Eckart 6 (1928/29)
- Wege und Abwege der dramatischen Musik. In: Der getreue Eckart, 7 (1929/30)
- Stunde österreichischer Komponisten der Gegenwart. In: Radio Wien 9 (1933), 31. März 1933, Nr. 27, S. 1–2 (Digitalisat).
- Mozart und wir. In: Österreichischer Musik- und Sänger-Almanach 1937.